# Улица Шоты Кавлашвили
Улица Шоты Кавлашвили (груз. შოთა ყავლაშვილის ქუჩა) — короткая, около 120 м, улица в Тбилиси, в историческом районе Старый город. Проходит от улицы Котэ Абхази до улицы Чахрухадзе и площади Ираклия II.

## История
Проложена в первой половине XIX века. В список улиц города (тогда — Тифлиса), составленный в 1841 году, она включена как Конторская улица («Приказная»). В 1923 году была названа в честь Чалаубани.
Современное название получила в 1996 году в память грузинского архитектора Шоты Кавлашвили (1926—1995), много работавшего для города.

## Достопримечательности
На улице и в прилегающих переулках сохранились жилые дома конца XIX века.

## Галерея

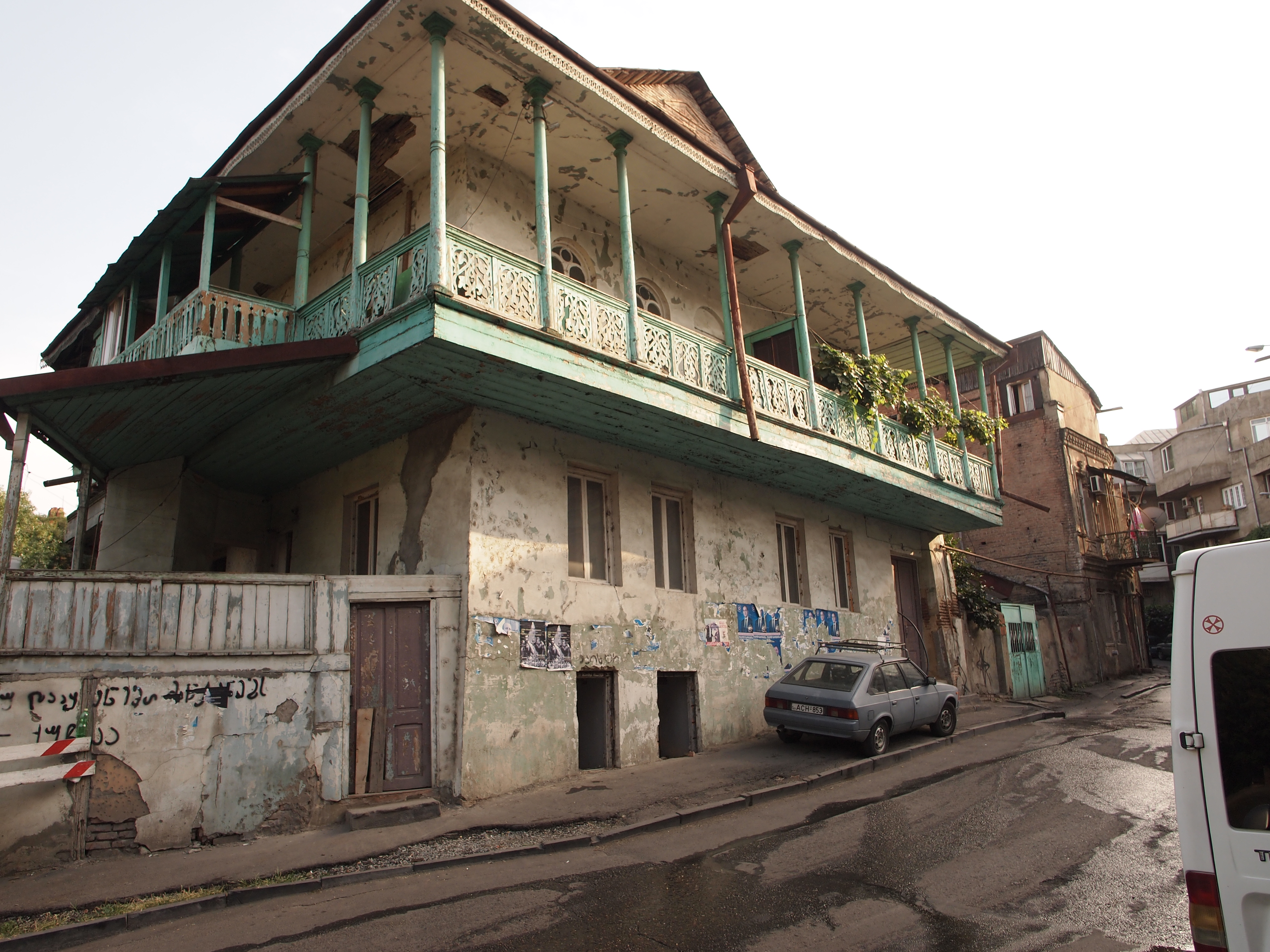
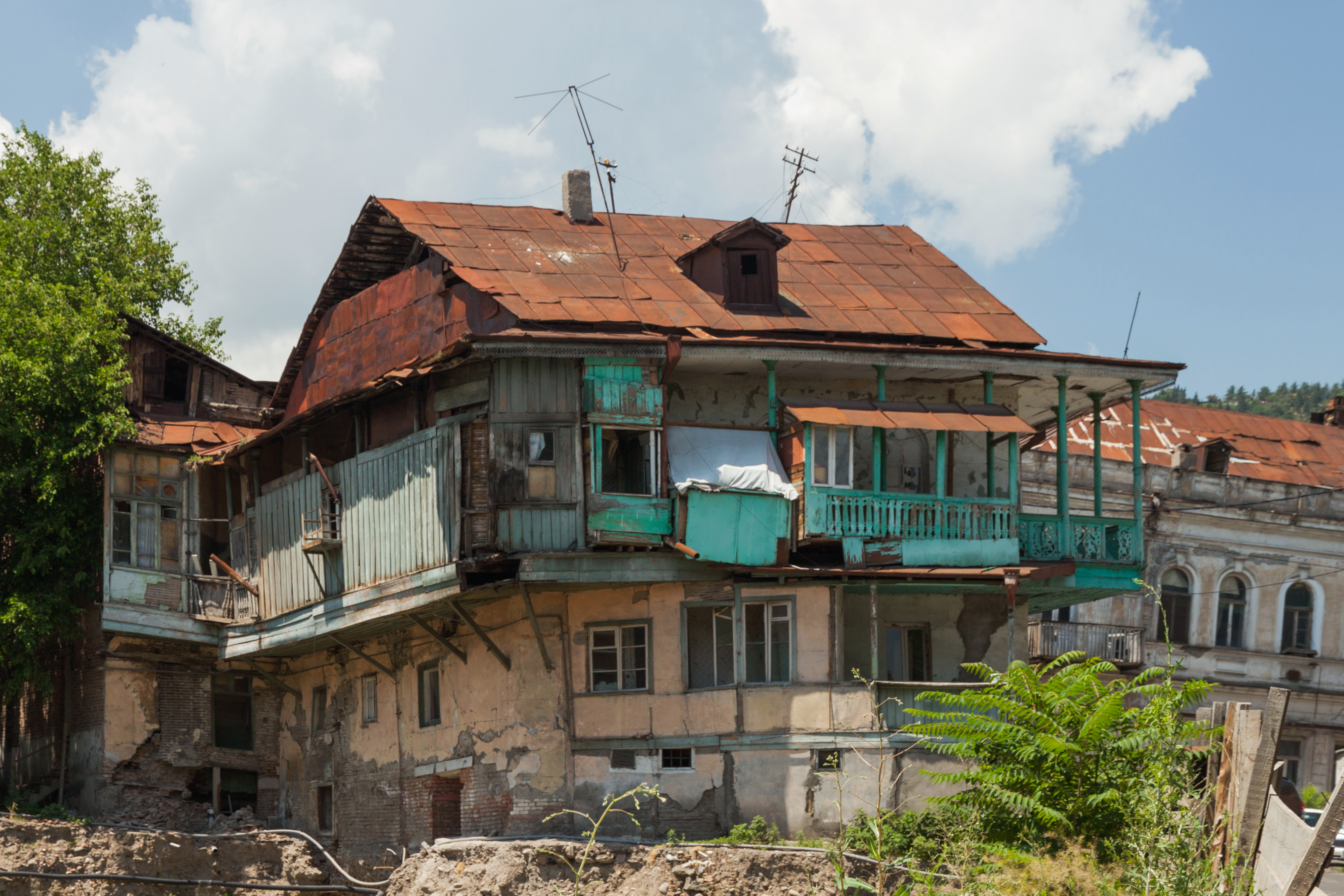
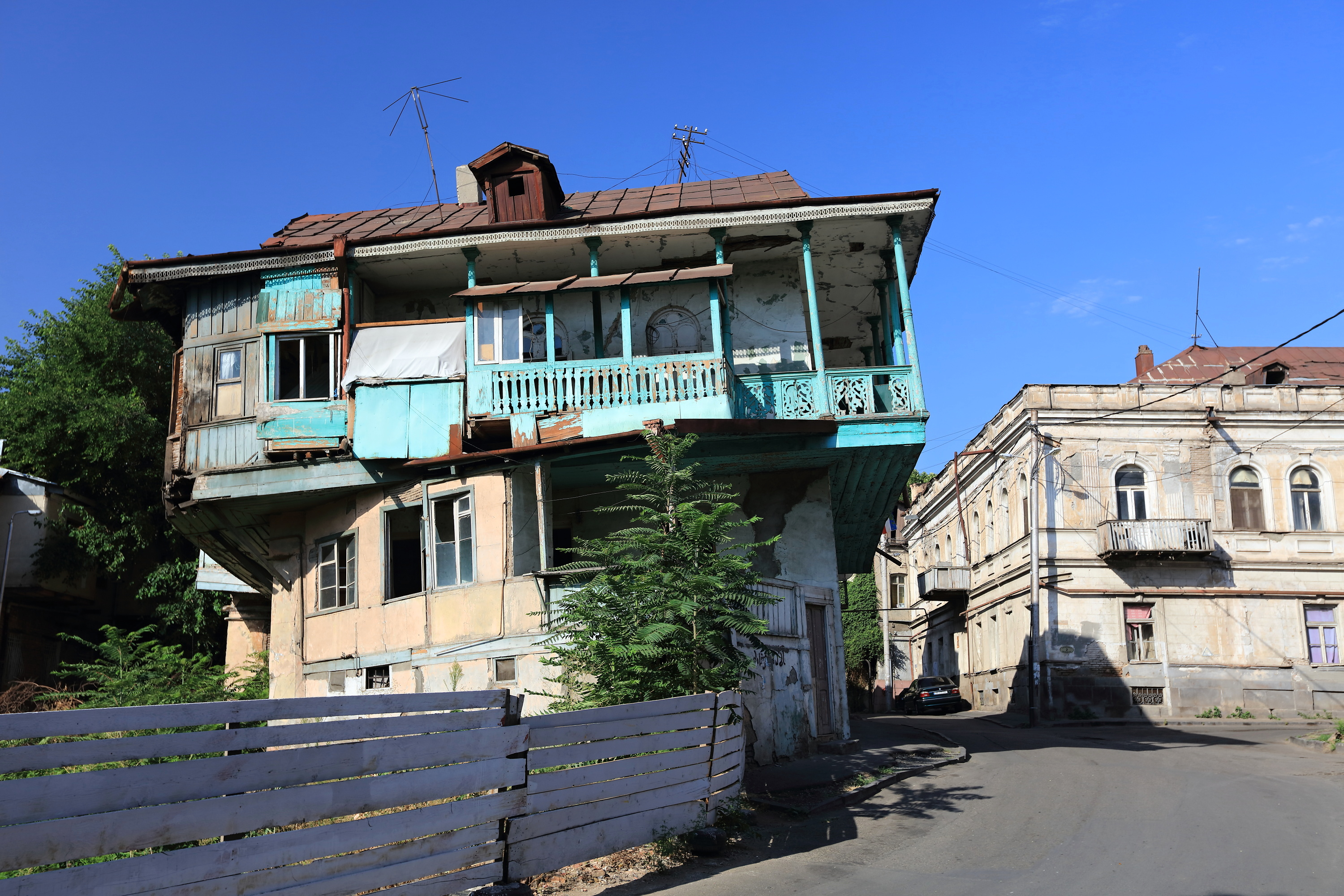